# Prakṛti
La Prakṛti (devanagari प्रकृ्ति) è, secondo il Sāṃkhya, la causa originaria attraverso cui l'universo esiste e si esplica, principio contrapposto a quello di puruṣa, spirito puro. Nella Bhagavadgītā è descritta come la "forza motrice primordiale".
Normalmente si rende con "natura", o anche "materia": è attività pura ma inconsapevole, il principio che da immanifesto dà origine, per evoluzione-trasformazione, a tutto ciò che è manifesto, intendendo con ciò sia la realtà materiale che quella mentale. È una polarità energetica dell'Essere e della sostanza cosmica dell'universo.